# Sturnus
Sturnus es un género de aves paseriformes perteneciente a la familia Sturnidae.

## Especies
En la actualidad el género contiene dos especies:
- Sturnus vulgaris — estornino pinto;[2]
- Sturnus unicolor — estornino negro.[2]

En el pasado se clasificaron en este género más especies ahora distribuidas en otros:
- Sturnus albofrontatus — estornino cingalés;[2]
- Sturnus burmannicus — miná birmano;[2]
- Sturnus nigricollis — estornino cuellinegro;[2]
- Sturnus contra — estornino pío;[2]
- Sturnus melanopterus — miná alinegro;[2]
- Sturnus roseus — estornino rosado;[2]
- Sturnus sericeus — estornino piquirrojo;[2]
- Sturnus cineraceus — estornino gris.[2]

También se clasificaban en el género todos los miembros de Sturnia.